# 張月樵
張 月樵（ちょう げっしょう、1765年（明和5年） - 1832年7月19日（天保3年6月22日））は江戸時代後期の文人画家。諱は行貞、字を元啓、通称を晋蔵と称し後に快助と改める、別に酔霞堂と号す。近江国彦根城下の生まれ。

## 生涯
月樵は1765年（明和5年）、彦根城下表具師総兵衛の息子として生まれた。長じて京に上り、近江醒井（現米原市）出身の絵師市川君圭に南画を習い、次いで与謝蕪村を師とする松村月渓に師事し、月樵の号を与えられた。蕪村死去後、師である月渓が円山応挙の門に入る（応挙入門後月渓は呉春と号を改める）と、月渓の画風は蕪村風の精神性豊かな文人風の筆法と応挙の写生を追及した筆法が融合し、平明だが感情が溢れる画風を確立した。
月樵は応挙門下の長沢芦雪と特に親しく、応挙没後の1798年（寛政10年）頃、芦雪と共に美濃までの旅に出た。帰途、月樵は芦雪と別れ尾張名古屋に留まり、名古屋における南画中興の祖と言われる山田宮常の画風を追求した。名古屋菅原町（現名古屋市西区）の雲岳院に居住し、後に富士見が原（現名古屋市中区上前津）に寓居を求めた。1812年（文化9年）妻を娶り、翌年一子卯之助（後に月載、又は晋斎と号し絵師として父を継ぐ）をもうけた。
月樵は尾張徳川家の御用絵師として御用支配の役職を賜り、名字帯刀を許され、名古屋城内の杉戸・屏風・襖に覇気がある花鳥山水画を多く描いた。藩主から将軍家献上品として「孔雀と菊図」を描いたところ、江戸南画の大成者谷文晁の目にとまり、激賞を受けると共に江戸へ来るように再三手紙にて勧められたが、名古屋を離れることはなかった。1832年7月19日（（旧暦）天保3年6月22日）名古屋にて没し、長栄寺（名古屋市千種区）に葬られる。
活躍したのが主に名古屋ということもあり、現代で言う都心的な評価は得られなかった絵師であるが、病床の正岡子規は「月樵ほどの画かきは余り類がないのであるのに、世の中の人に知られないのは極めて不幸な人である。又世の中に画を見る人が少いのにも驚く。」（『病牀六尺』）と高く評価している。

## 門弟
- 市川君泉（月樵師市川君泉の子息）
- 大石真虎
- 織田共樵
- 織田杏樵（織田共樵の子息）
- 貝谷采堂
- 張月斎（実子）
- 沼田月斎
- 山本梅逸
- 横井金谷

## 主な作品
絵画
| 作品名                                   | 技法     | 形状・員数 | 寸法（縦x横cm） | 所有者               | 年代               | 款記・印章                                                      | 備考                     |
| ---------------------------------------- | -------- | ---------- | --------------- | -------------------- | ------------------ | --------------------------------------------------------------- | ------------------------ |
| 蔡文姫帰漢図巻                           |          |            |                 | 彦根城博物館         | 初期の作           |                                                                 | 彦根藩儒・龍玉淵跋       |
| 長春孔雀図                               | 絹本著色 | 1幅        |                 | 滋賀県立琵琶湖文化館 |                    |                                                                 |                          |
| 上方美人押絵貼屏風                       | 絹本著色 | 六曲一隻   |                 | 名古屋市美術館       | 初中期の作         | 無款記/「元啓氏」白文方印・「月樵」白文方印                     | 小屏風                   |
| 十六羅漢図                               |          | 1幅        |                 | 名古屋市博物館       |                    | 款記「月樵拝書」/「行貞」「元啓」白文連印                       |                          |
| 紅梅双鶴図                               |          | 1幅        |                 | 名古屋市博物館       |                    |                                                                 |                          |
| 虎図屏風                                 |          | 二曲一隻   |                 | 名古屋市博物館       |                    | 款記「月樵」/「張行貞印」白文方印・「一月二十九日酔」白文長方印 |                          |
| 関羽図                                   |          | 1幅        |                 | 名古屋市博物館       | 1827年（文政10年） |                                                                 |                          |
| 雪中花鳥図屏風                           |          |            |                 | 徳川美術館           |                    | 無款記/印                                                       |                          |
| 秋景山水図衝立                           |          |            |                 | 真宗大谷派名古屋別院 |                    |                                                                 |                          |
| 三保松原図襖                             |          | 襖4面      |                 | 個人                 |                    |                                                                 |                          |
| 若松図襖                                 |          | 襖4面      |                 | 個人                 |                    |                                                                 |                          |
| 六歌仙之図                               | 絹本着色 | 1幅        |                 | 個人                 |                    |                                                                 |                          |
| 東照宮祭 京町・小鍛治車 水引幕           |          |            |                 |                      |                    |                                                                 | 下絵は月樵作と伝えられる |
| 尾張西枇杷島まつり 東六軒町・泰亨車 大幕 |          |            |                 |                      |                    |                                                                 | 下絵は月樵作と伝えられる |

著作
- 「不形画譜」（1817年（文化14年）4月）

## 脚註
1. ↑  「関羽張飛図」名古屋市博物館蔵、文政10年（1827年）作の落款に、「六十有三」とあることによる（吉田俊英 「名古屋の浮世絵作家たち」『太田記念美術館論集』一、2002年、註7）。
2. 1 2 3 4 5 6  石丸正運「張月樵」『近江の画人たち』サンブライト出版、1980年、p.62。
3. ↑  正岡子規『病牀六尺』 五十三 - 青空文庫
4. ↑  滋賀県立琵琶湖文化館. “淡海のたからもの － 絵画 － 長春孔雀図”. 2013年1月8日閲覧。。
5. ↑  名古屋市美術館 中日新聞社文化事業部編集 『郷土の美人画考─江戸から現代まで─』 名古屋市美術館 中日新聞社 東海テレビ放送、1997年、pp.32-33。
6. ↑  名古屋開府400年祭『大山車まつり』. “東照宮祭 － 京町・小鍛治車”. 2013年8月28日閲覧。。
7. ↑  尾張西枇杷島まつり. “東六軒町・泰亨車”. 2013年1月8日閲覧。。